# Mescalero
Mescalero (o Apache Mescalero) es una tribu nativa de raíz atabascana del sur, que actualmente viven en la Reserva India Apache Mescalero en el centro sur de Nuevo México, Estados Unidos. Los mescaleros abrieron su tierra a otras bandas apache, como los Chiricahuas, que fueron internados en Fort Sill, Oklahoma, y los Lipán. El Acta de Reorganización de 1936 consolidó las tribus en la reserva.

## La reserva
Originalmente establecida el 27 de mayo de 1873 por Orden Ejecutiva del Presidente Ulysses S. Grant, la reserva se localizó en un principio cerca de Fort Stanton. La reserva actual se estableció en 1883. Tiene una superficie de 187,515 hectáreas (719.101 millas cuadradas), casi toda ella localizada en el Condado de Otero, Nuevo México, pero una pequeña parte de la misma, sin poblar, se adentra en el Condado Lincoln, al suroeste de la vecina ciudad de Ruidoso, Nuevo México. Según el censo del año 2000, tenía una población de 3.156 habitantes. 
La ganadería y el turismo son sus principales fuentes de ingresos. La Ruta U.S. 70 es la principal carretera que pasa por la reserva. Las montañas y lomas tienen abundantes bosques de pinos, y se restringe el desarrollo comercial. Sin embargo, la reserva ha invertido, por ejemplo, en un centro de esquí llamado Ski Apache, en un monte llamado Sierra Blanca, y en un hotel a su sombra, el Inn of the Mountain Gods Resort and Casino.

## Organización tribal
La tribu fue liderada por Wendell Chino, Presidente de los Apache Mescalero durante 40 años. Su hijo, Mark Chino, le siguió en la presidencia de la tribu, que celebra elecciones cada cuatro años.

## Cultura y lengua
La lengua mescalero es una lengua atapascana del sur, subdivisión de la familia de las lenguas atabascanas y de las lenguas na-dené. El mescalero aparece en la rama suroeste de esta subfamilia y es muy cercano a la lengua chiricahua y algo más distante del idioma navajo y del apache occidental.